# Josef Gerstmann
Josef Gerstmann (* 17. Juli 1887 in Lemberg, Österreich-Ungarn; † 23. März 1969 in New York) war ein österreichischer Neurologe und Psychiater sowie Neuropathologe.

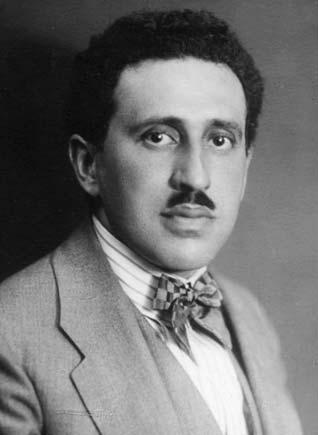
Josef Gerstmann, Aufnahme von Max Schneider, ca. 1930

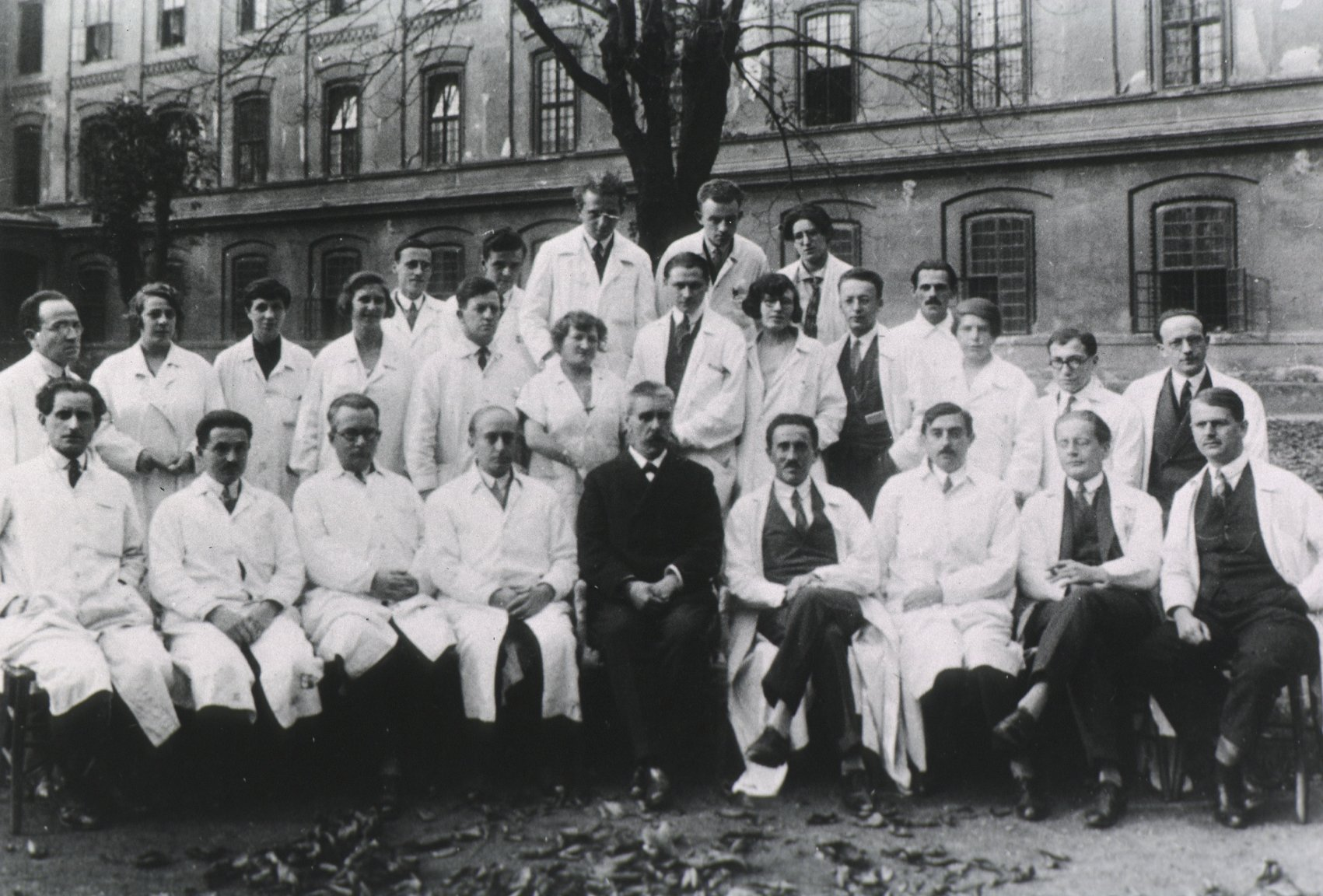
Wagner-Jaureggs
Ärzteteam in Wien 1927.
Josef Gerstmann in der 1. Reihe, der vierte von rechts, neben dem Chef.

## Leben
Gerstmann studierte Medizin in Wien von 1906 bis 1912 und erlangte 1912 den Doktortitel. Er diente im Ersten Weltkrieg als Sanitätsoffizier und erhielt hohe Tapferkeitsauszeichnungen. Anschließend arbeitete er an der psychiatrisch-neurologischen Klinik, bis er 1930 Emil Redlich (1866–1930) als Leiter der Nervenheilanstalt Maria-Theresien-Schlössel in Wien nachfolgte. Dort hatte er sich bereits 1921 habilitiert und bekam den Professorentitel im Jahre 1929. Als Jude floh er 1938 nach dem Verlust seiner Lehrbefugnis an der Universität Wien und seiner Chefarztstelle in die Vereinigten Staaten, wo er zunächst eine Beratertätigkeit am Springfield State Hospital in Sykesville, Maryland, ausübte. Nach einer Zwischenstation 1940–41 am Saint Elizabeth-Hospital in Washington, D.C., war er von 1941 bis 1945 „Research Associate“ am New York Neurological Institute sowie Neuropsychiater am Goldwater Memorial Hospital und (bis 1949) am Postgraduate Hospital in New York. Daneben war er nach erfolgter amerikanischer Facharztanerkennung in einer Privatpraxis in New York tätig. Er erreichte nie wieder eine Leitende Stellung an einem Krankenhaus und hatte nach dem Zweiten Weltkrieg unerfreuliche Auseinandersetzungen mit dem österreichischen Staat wegen seines von den Nazis beschlagnahmten Eigentums.
Er war Mitglied der Amerikanischen Neurologischen Akademie und der Gesellschaft für Neurologie und Psychiatrie in Rosario, Argentinien.
Gerstmann beschrieb u. a. 1924 ausführlicher die Fingeragnosie, 1927 erstmals das später nach ihm benannte Syndrom (Gerstmann-Syndrom) und 1928 sowie ausführlicher 1936 die später nach ihm sowie den österreichischen bzw. österreichisch-US-amerikanischen Neurologen und Psychiatern sowie Neuropathologen Ernst Sträussler und Isaak M. Scheinker benannte Krankheit (Gerstmann-Sträussler-Scheinker-Syndrom). Außerdem ist er bekannt für den Gerstmann-Test, eine Weiterentwicklung des Unterberger-Tretversuchs.